# Генерал-майор
Генера́л-майо́р — чин, а также первичное воинское звание высшего офицерского (начальствующего) состава, находящееся между полковником и генерал-лейтенантом. Иногда именуется дивизионер и предназначается для командования дивизией. Часто такой генерал может обозначаться двумя звёздами.
Может ещё называться генерал бригад, а группа бригад это дивизия, которая обычно из них состоит.
Первоначально генерал-майор (major-general) назывался генерал-сержант-майором (sergeant-major-general), то есть главным сержант-майором. В старину сержанты были помощниками ротных командиров, от которых произошли нынешние сержанты, фельдфебели и унтер-офицеры, а также полковые сержанты (сержант-майоры), бывшие помощниками командира полка — от них происходят майоры. Таким образом, генерал-сержант-майор был помощником генерала (главнокомандующего). Отголоски этой системы сохраняются в Армии США, где существует звание Сержант-майор Сухопутных войск. Звание же генерал-лейтенанта первоначально обозначало заместителя генерала (главнокомандующего) — точно так же, как лейтенант изначально был заместителем капитана (командира роты); позднее это звание трансформировалось в лейтенанта (lieutenant по-французски означает хранитель места, заместитель). В ВМФ (ВМС) войсковому званию генерал-майора (иначе генерал-сержанта) соответствует корабельное звание контр-адмирала.

## Россия

### Российская Федерация
В Российской Федерации — России, а ранее и в ВС Союза ССР, перед воинским званием военнослужащего, проходящего военную службу в гвардейской воинской части, на гвардейском корабле, добавляется слово «гвардии» (Гвардии генерал-майор).
К воинскому званию военнослужащего или гражданина, пребывающего в запасе, имеющего военно-учётную специальность (ВУС) юридического или медицинского профиля, добавляются соответственно слова «юстиции» (Генерал-майор юстиции) или «медицинской службы» (Генерал-майор медицинской службы).
К воинскому званию гражданина, пребывающего в запасе или находящегося в отставке, добавляются соответственно слова «запаса» (Генерал-майор запаса) или «в отставке» (Генерал-майор в отставке).

### СССР
- 1918—1945 года. Восстановлен в РККА в 1940 году. Типичные должности для военных данного воинского звания в период Великой Отечественной войны:
  - командующий войсками армии (1941—1942 года)
  - заместитель командующего войсками армии/начальник штаба армии/командир корпуса
  - командир дивизии (1944—1945 года)
- 1946—1992 года.

### СССР и Российская Федерация
| Младшее войсковое звание: Полковник | Генерал-майор | Старшее войсковое звание: Генерал-лейтенант |

### Российская империя
Генерал-майор — чин в Русской императорской армии в 1698—1917 годах. Первый генеральский чин в Русской императорской армии и флоте. Первоначально появился в полках «иноземного строя» при царе Алексее Михайловиче. Чин генерала был впервые присвоен военнослужащему из коренных русских в 1667 году — это был командир Московского выборного полка А. А. Шепелев.
Чин генерал-майора для всех родов войск был узаконен воинскими уставами А. А. Вейде 1698 года и Петра I 30 марта (10 апреля) 1716 года.
В связи с особым положением артиллерии и инженерных войск, где требовались грамотные и знающие математику офицеры, в 1-й трети XVIII века существовал чин генерал-майора от фортификации с теми же правами и обязанностями, что и армейский генерал-майор. После 1730 года уточнение «от фортификации» не употреблялось.
В Русской императорской армии генерал-майор обычно командовал бригадой, либо дивизией, но практически никогда армейским корпусом или армией, также мог являться командиром гвардейского полка (при этом в гвардейских полках выше должности командира полка стояла должность шефа полка (почётного командира), которыми были, как правило, члены Императорского Дома Романовых, а в лейб-гвардии Преображенском, Семёновском и Конном полках — император.
Чин генерал-майора соответствовал 4-му классу Табели о рангах 1722 года с обращением «Ваше превосходительство».
Когда 1 января 1827 года, следуя указу императора Николая I, в Русской императорской армии появились звёзды на эполетах в качестве знаков различия, генерал-майор получил на эполете сразу две звёздочки, что кажется нам сейчас странным, так как одна первая генеральская звёздочка потерялась. Есть версия, что одна звезда полагалась отставным бригадирам (чинам 5-го класса), упраздненным ещё императором Павлом I, что представляется сильным допущением — вряд ли бы в 1827 году вспомнили о чинах, отменённых почти три десятилетия назад. Скорее всего две генеральские звездочки были просто скопированы с эполет французских генералов, так как сама мода на эполеты и на пятиконечные звездочки была заимствована у французов (первый генеральский чин — бригадный генерал французской армии имел именно две звезды на эполетах, одна звезда на эполетах французских генералов не использовалась ещё с XVIII века). Одна генеральская звездочка в Российской империи применялась только на погонах и петлицах гражданского чиновника 5-го класса статского советника, но она (одна звёздочка) появилась намного позже 1827 года, уже при Александре II. При Николае I никаких эполет, петлиц и других знаков различий статским чиновникам не полагалось, кроме горных инженеров и инженеров путей сообщений, но они относились к офицерам, которые носили общеармейские знаки отличия.

### Советская Россия
На территории Петроградского военного округа генеральские чины прекратили употребляться с 3 (16) декабря 1917 года на основании приказа по округу.
В армейских частях на остальной территории Российской республики, подконтрольной Совнаркому, звание генерал-майора прекратило существование с 17 (30) декабря 1917 года — даты вступления в силу принятого Совнаркомом «Декрета об уравнении всех военнослужащих в правах».
Когда в 1940 г. звание генерал-майора было введено в Красной Армии, в качестве знаков различия для них были введены петлицы с двумя звездочками — явный отсыл к двум звездочкам на погонах генерал-майоров до 1917 г. И только в 1943 г., с введением погон, генерал-майоры получили на них по одной звездочке.

## Знаки различия
Образцы знаков различий Генерал-майора в Российской империи, СССР и Российской Федерации:
- На Викискладе есть медиафайлы по теме Погоны генерал-майора

### Русская императорская армия
| Описание  | Знаки различия классного чина «Генерал-майор» Российской императорской армии | Знаки различия классного чина «Генерал-майор» Российской императорской армии | Знаки различия классного чина «Генерал-майор» Российской императорской армии | Знаки различия классного чина «Генерал-майор» Российской императорской армии | Знаки различия классного чина «Генерал-майор» Российской императорской армии | Знаки различия классного чина «Генерал-майор» Российской императорской армии |
| --------- | ---------------------------------------------------------------------------- | ---------------------------------------------------------------------------- | ---------------------------------------------------------------------------- | ---------------------------------------------------------------------------- | ---------------------------------------------------------------------------- | ---------------------------------------------------------------------------- |
| Погоны    | 1856—1917 гг.                                                                | 1856—1917 гг.                                                                | 1904—1909 гг.                                                                | 1904—1909 гг.                                                                | 1894—1917 гг.                                                                | 1904—1909 гг.                                                                |
| Род войск | Армейская пехота и кавалерия                                                 | Армейская артиллерия                                                         | Генеральный штаб                                                             | Всевеликое Войско Донское                                                    | Свиты Его Императорского Величества                                          | Отдельный корпус пограничной стражи                                          |

| Описание  | Знаки различия классного чина «Генерал-майор» Российского императорского флота | Знаки различия классного чина «Генерал-майор» Российского императорского флота | Знаки различия классного чина «Генерал-майор» Российского императорского флота | Знаки различия классного чина «Генерал-майор» Российского императорского флота | Знаки различия классного чина «Генерал-майор» Российского императорского флота | Знаки различия классного чина «Генерал-майор» Российского императорского флота | Знаки различия классного чина «Генерал-майор» Российского императорского флота | Знаки различия классного чина «Генерал-майор» Российского императорского флота |
| --------- | ------------------------------------------------------------------------------ | ------------------------------------------------------------------------------ | ------------------------------------------------------------------------------ | ------------------------------------------------------------------------------ | ------------------------------------------------------------------------------ | ------------------------------------------------------------------------------ | ------------------------------------------------------------------------------ | ------------------------------------------------------------------------------ |
| Эполеты   | 1913— гг.                                                                      | 1867—1917 гг.                                                                  |                                                                                | 1904—1917 гг.                                                                  | 1907— гг.                                                                      | 1905—1913 гг. 1913—1917 гг.                                                    | 1904—1917 гг.                                                                  | 1904—1917 гг.                                                                  |
| Погоны    | 1913— гг.                                                                      | 1904—1917 гг.                                                                  | 1912— гг.                                                                      | 1904—1917 гг.                                                                  | 1907— гг.                                                                      | 1913—1917 гг.                                                                  | 1904—1917 гг.                                                                  | 1904—1917 гг.                                                                  |
| Род войск | Береговая служба                                                               | Корпус морской артиллерии                                                      | Корпус гидрографов флота                                                       | Корпус флотских штурманов                                                      | Корпус корабельных инженеров                                                   | Корпус инженер-механиков флота                                                 | Адмиралтейство                                                                 | Адмиралтейство                                                                 |

### Рабоче-крестьянская Красная армия и  Советская армия (1940—1991)
| Чин                  | РККА СССР     | РККА СССР             | РККА СССР                    | РККА СССР        | РККА СССР                                                             | Советская армия      | Советская армия       | Советская армия           | Советская армия   |
| -------------------- | ------------- | --------------------- | ---------------------------- | ---------------- | --------------------------------------------------------------------- | -------------------- | --------------------- | ------------------------- | ----------------- |
| Петличный знак погон |               |                       |                              |                  |                                                                       |                      |                       |                           |                   |
|                      | … (1940—1943) | … авиации (1940—1943) | … танковых войск (1940—1943) | … полевой (1941) | нарукавный знак (к мундиру, кителю и гимнастёрке, шинели) (1940—1943) | погон CB (1943—1955) | … полевой (1943—1955) | … парадный СВ (1955—1991) | … ВВС (1955—1991) |

### Российская Федерация
| Чин   | Российская Федерация  | Российская Федерация                | Российская Федерация | Российская Федерация   | Российская Федерация            | Российская Федерация  | Российская Федерация    | Российская Федерация |
| ----- | --------------------- | ----------------------------------- | -------------------- | ---------------------- | ------------------------------- | --------------------- | ----------------------- | -------------------- |
| Погон |                       |                                     |                      |                        |                                 |                       |                         |                      |
|       | … КВ, ВДВ (1994—2010) | … парадный ВВС, КВ, ВДВ (1994—2010) | … ВВС (1994—2010)    | … СВ, РВСН (1994—2010) | … парадный СВ, РВСН (1994—2010) | … полевой (1994—2010) | … Росгвардии (2016 ⇒ …) | … полиции            |

## В других странах

### Австралия
Воинское звание генерал-майор является старшим генеральским званием (в отличие от первичного генеральского звания — бригадный генерал и высшего генеральского звания — (полный) генерал).
Учреждено в ВС Австралии по британскому образцу и является званием выше бригадного генерала, но ниже генерал-лейтенанта. Звание генерал-майор соответствует в ВС Австралии должности командира дивизии или приравненных ей. В ВМС Австралии этому званию соответствует звание контр-адмирал (англ. rear admiral), а в ВВС — вице-маршал авиации (англ. air vice-marshal). На поле погона генерал-майора размещены скрещенные сабля и жезл, над ними — «звёздочка» ордена Бани, под ними — надпись на английском языке Australia (англ. Австралия).

### Австрия
Современное звание генерал-майора (нем. ) было введено в 1762 году и заменило собой существовавшее с XVI века звание генерал-фельдвахтмейстера (нем. Generalfeldwachtmeister). Это звание было первичным генеральским в австрийском войске и стояло выше бригадиров, однако первоначально должность соответствовала современному сержантскому званию (собственно сержантское звание также называется нем. Wachtmeister) в пехотных частях, но со временем обязанности должности увеличились: фельдвахтмейстеры стали важны на маршах войск, из-за чего и получили приставку «фельд-». В тридцатилетнюю войну эта должность окончательно стала званием, а старших фельдвахтмейстеров стали выделять в отдельное звание.

### Канада
В ВС Канады звание (чин) Генерал-майор (англ. major-general, MGen; (фр. major-général, Mgén) существует в сухопутных войсках и ВВС. В ВМС ему соответствует звание (чин) Контр-адмирал (англ. rear-admiral, RAdm, фр. contre-amiral, Cam). Учреждено в ВС Канады по британскому образцу и является званием выше звания Бригадный генерал, но ниже звания Генерал-лейтенант. Звание генерал-майор соответствует в ВС Канады должности командира дивизии или приравненных ей. На поле погона генерал-майора размещены два золотых кленовых листа перпендикулярно нижнему краю погона, над листьями — скрещенные сабля и жезл с короной Святого Эдуарда.